# Cămărzana
Cămărzana – wieś w Rumunii, w okręgu Satu Mare, w gminie Cămărzana. W 2011 roku liczyła 2355 mieszkańców. 